# Final de la Copa del Rey de fútbol 1976-77
La final de la Copa del Rey de fútbol 1976-77 fue la 73.ª edición del torneo desde su establecimiento y la primera del rey. El partido lo disputaron el Real Betis Balompié y el Athletic Club el sábado 25 de junio en el Estadio Vicente Calderón de Madrid. El encuentro finalizó con empate a dos. En la tanda de penaltis se impuso el equipo bético por 8-7.
El Athletic de Bilbao, venía de perder la final de la Copa de la UEFA contra la Juventus de Turín, un mes antes. Por el Athletic jugaban hombres de la talla de Iríbar, Alexanco, Villar, Irureta, Dani o Txetxu Rojo. El Real Betis contaba con Esnaola, los internacionales Biosca, López, Alabanda, Cardeñosa y Benítez y tenía algunas bajas importantes, Mühren y Attila Ladinsky, que como extranjeros no podían jugar la copa del rey, Anzarda que estaba lesionado, y Rafael Gordillo, entonces una joven promesa, que había jugado ya con el Betis Deportivo en esta competición. 
El partido acabó con empate 2-2, tras la disputa de la prórroga. La primera tanda de penaltis acabó también con 4-4, Cardeñosa había lanzado fuera el último penalti de esta primera ronda y Esnaola había parado el suyo a Dani. En la segunda tanda, con 5-5 falló Alabanda y Esnaola de nuevo paró el lanzado por Villar. El siguiente lo tiro el propio Esnaola, y fue gol. Tras 19 penaltis, Iribar lanzó y paró Esnaola, proclamando al Real Betis campeón de la Primera Copa del Rey.

## Camino de la final

### Real Betis
El Betis, había cambiado de entrenador ya iniciada la temporada, cuando su exitoso preparador Ferenc Szusza tuvo que volver a Hungría por problemas legales y llegó al banquillo el veterano Rafael Iriondo. En las eliminatorias previas había eliminado a Baracaldo, Sestao, Deportivo de la Coruña y Valladolid. En los cuartos se enfrentó al Hércules, al que eliminó en la tanda de penaltis. En el partido de vuelta en el estadio Rico Pérez, Esnaola detuvo dos lanzamientos y clasificó al Betis. De esta forma el Betis llegaba por segundo año consecutivo a semifinales, que jugó contra el Español. En el partido de ida ganó el equipo catalán 1-0, mientras que el Betis perdía para el resto de la competición a Anzarda, uno de sus máximos goleadores. En el partido de vuelta, Biosca logró empatar la eliminatoria en el minuto 87. En la prórroga de nuevo Biosca conseguía el definitivo 2-0. El Real Betis, después de 46 años, volvía a una final de Copa.

### Athletic Club
El Athletic había comenzado su participación en octavos de final, al participar en competición europea, eliminando con contundencia a Elche, Sevilla y Salamanca. La final fue de amargo recuerdo para el equipo. Su portero internacional José Ángel Iribar recuerda este partido como uno de los más tristes de su carrera por la amargura y dramatismo de la derrota, en la que le tocó ser unos de los protagonistas.

## Detalles del partido
| 1          | POR        | José Ramón Esnaola |      |
| 2          | DEF        | Francisco Bizcocho |      |
| 5          | DEF        | Antonio Biosca     |      |
| 6          | DEF        | Jaume Sabaté       |      |
| 3          | DEF        | Manuel Cobo        | 55'  |
| 4          | MED        | Javi López         |      |
| 8          | MED        | Sebastián Alabanda |      |
| 10         | MED        | Julio Cardeñosa    |      |
| 7          | DEL        | García Soriano     |      |
| 9          | DEL        | Alfredo Megido     | 106' |
| 11         | DEL        | Antonio Benítez    |      |
| Entrenador | Entrenador | Rafael Iriondo     |      |

| 1          | POR        | José Ángel Iribar   |     |
| 2          | DEF        | José Lasa           | 38' |
| 5          | DEF        | Agustín Guisasola   |     |
| 6          | DEF        | José Ramón Alexanko |     |
| 3          | DEF        | Javier Escalza      |     |
| 4          | MED        | Ángel María Villar  |     |
| 8          | MED        | Javier Irureta      |     |
| 10         | MED        | Ignacio Churruca    |     |
| 7          | DEL        | Dani Ruiz           |     |
| 9          | DEL        | Carlos Ruiz Herrero | 80' |
| 11         | DEL        | Txetxu Rojo         |     |
| Entrenador | Entrenador | Koldo Aguirre       |     |

| 15 | DEL | Rafael Sánchez Del Pozo | 56'  |
| 14 | DEL | José Antonio Eulate     | 106' |

| 13 | DEF | Daniel Astrain       | 38' |
| 15 | DEL | José María Amorrortu | 80' |

| Anotado | 45'  | Javi López | 1-1 |
| Anotado | 116' | Javi López | 2-2 |

| Anotado | 14' | Carlos Ruiz Herrero | 0-1 |
| Anotado | 97' | Dani Ruiz           | 1-2 |

| García Soriano          | Acierto de penal       | 1:0 |                        |                      |
|                         |                        | 1:1 | Acierto de penal       | Agustín Guisasola    |
| Rafael Sánchez Del Pozo | Acierto de penal       | 2:1 |                        |                      |
|                         |                        | 2:2 | Acierto de penal       | Ignacio Churruca     |
| Javi López              | Acierto de penal       | 3:2 |                        |                      |
|                         |                        | 3:3 | Acierto de penal       | Javier Escalza       |
| Antonio Biosca          | Acierto de penal       | 4:3 |                        |                      |
|                         |                        | 4:4 | Acierto de penal       | Javier Irureta       |
| Julio Cardeñosa         | Fallo de penal (Poste) | 4:4 |                        |                      |
|                         |                        | 4:4 | Fallo de penal (Poste) | Dani Ruiz            |
| Jaume Sabaté            | Acierto de penal       | 5:4 |                        |                      |
|                         |                        | 5:5 | Acierto de penal       | José María Amorrortu |
| Sebastián Alabanda      | Fallo de penal (Poste) | 5:5 |                        |                      |
|                         |                        | 5:5 | Fallo de penal (Poste) | Ángel María Villar   |
| José Ramón Esnaola      | Acierto de penal       | 6:5 |                        |                      |
|                         |                        | 6:6 | Acierto de penal       | José Ramón Alexanco  |
| José Antonio Eulate     | Acierto de penal       | 7:6 |                        |                      |
|                         |                        | 7:7 | Acierto de penal       | Txetxu Rojo          |
| Francisco Bizcocho      | Acierto de penal       | 8:7 |                        |                      |
|                         |                        | 8:7 | Fallo de penal (Poste) | José Ángel Iribar    |

| Amonestado | 50' | Francisco Bizcocho |
| Amonestado | 81' | Javi López         |

| Amonestado | 45' | Txetxu Rojo |
| Amonestado | 77' | Dani Ruiz   |

| Árbitro: | José Luis García Carrión |

| 1          | POR        | José Ramón Esnaola |      |
| 2          | DEF        | Francisco Bizcocho |      |
| 5          | DEF        | Antonio Biosca     |      |
| 6          | DEF        | Jaume Sabaté       |      |
| 3          | DEF        | Manuel Cobo        | 55'  |
| 4          | MED        | Javi López         |      |
| 8          | MED        | Sebastián Alabanda |      |
| 10         | MED        | Julio Cardeñosa    |      |
| 7          | DEL        | García Soriano     |      |
| 9          | DEL        | Alfredo Megido     | 106' |
| 11         | DEL        | Antonio Benítez    |      |
| Entrenador | Entrenador | Rafael Iriondo     |      |

| 1          | POR        | José Ángel Iribar   |     |
| 2          | DEF        | José Lasa           | 38' |
| 5          | DEF        | Agustín Guisasola   |     |
| 6          | DEF        | José Ramón Alexanko |     |
| 3          | DEF        | Javier Escalza      |     |
| 4          | MED        | Ángel María Villar  |     |
| 8          | MED        | Javier Irureta      |     |
| 10         | MED        | Ignacio Churruca    |     |
| 7          | DEL        | Dani Ruiz           |     |
| 9          | DEL        | Carlos Ruiz Herrero | 80' |
| 11         | DEL        | Txetxu Rojo         |     |
| Entrenador | Entrenador | Koldo Aguirre       |     |

| 15 | DEL | Rafael Sánchez Del Pozo | 56'  |
| 14 | DEL | José Antonio Eulate     | 106' |

| 13 | DEF | Daniel Astrain       | 38' |
| 15 | DEL | José María Amorrortu | 80' |

| Anotado | 45'  | Javi López | 1-1 |
| Anotado | 116' | Javi López | 2-2 |

| Anotado | 14' | Carlos Ruiz Herrero | 0-1 |
| Anotado | 97' | Dani Ruiz           | 1-2 |

| García Soriano          | Acierto de penal       | 1:0 |                        |                      |
|                         |                        | 1:1 | Acierto de penal       | Agustín Guisasola    |
| Rafael Sánchez Del Pozo | Acierto de penal       | 2:1 |                        |                      |
|                         |                        | 2:2 | Acierto de penal       | Ignacio Churruca     |
| Javi López              | Acierto de penal       | 3:2 |                        |                      |
|                         |                        | 3:3 | Acierto de penal       | Javier Escalza       |
| Antonio Biosca          | Acierto de penal       | 4:3 |                        |                      |
|                         |                        | 4:4 | Acierto de penal       | Javier Irureta       |
| Julio Cardeñosa         | Fallo de penal (Poste) | 4:4 |                        |                      |
|                         |                        | 4:4 | Fallo de penal (Poste) | Dani Ruiz            |
| Jaume Sabaté            | Acierto de penal       | 5:4 |                        |                      |
|                         |                        | 5:5 | Acierto de penal       | José María Amorrortu |
| Sebastián Alabanda      | Fallo de penal (Poste) | 5:5 |                        |                      |
|                         |                        | 5:5 | Fallo de penal (Poste) | Ángel María Villar   |
| José Ramón Esnaola      | Acierto de penal       | 6:5 |                        |                      |
|                         |                        | 6:6 | Acierto de penal       | José Ramón Alexanco  |
| José Antonio Eulate     | Acierto de penal       | 7:6 |                        |                      |
|                         |                        | 7:7 | Acierto de penal       | Txetxu Rojo          |
| Francisco Bizcocho      | Acierto de penal       | 8:7 |                        |                      |
|                         |                        | 8:7 | Fallo de penal (Poste) | José Ángel Iribar    |

| Amonestado | 50' | Francisco Bizcocho |
| Amonestado | 81' | Javi López         |

| Amonestado | 45' | Txetxu Rojo |
| Amonestado | 77' | Dani Ruiz   |

| Árbitro: | José Luis García Carrión |

|                    |
|                    |
| Campeón Real Betis |
| 1.º título         |